# Szibériai-hátság
A Szibériai-hátság (oroszul Сибирские Увалы [Szibirszkije Uvali]) kelet-nyugat irányban húzódó tájegység Oroszország ázsiai felén, Szibéria nyugati részén, az Urál és a Közép-szibériai-fennsík között, az Ob középső szakaszától északra, nagyrészt a Hanti- és Manysiföld, kisebb részben a  Jamali Nyenyec Autonóm Körzet területén.

## Földrajz
A nagy kiterjedésű, de alacsony fekvésű Nyugat-szibériai-alföldnek ez a leghosszabb összefüggő hátsága. Az Ob alsó folyásától csaknem a Jenyiszejig húzódik kelet–délkeleti irányban, hossza mintegy 900 km. A tőle délre elterülő Középső-Ob-alföld és Szurguti-alföld lapos medencéit választja el az északabbra fekvő Hetta- és Pur-alföldtől.
Középső része lapos, erősen mocsaras, nyugati és keleti peremének felszíne változatosabb, tagoltabb, a homokos dombokat és a folyóvölgyeket sok helyen erdeifenyő erdő borítja. Átlagos tengerszint feletti magassága alig 100–150 méter, magasabb morénahátak csak keleti és nyugati peremén emelkednek ki belőle; legmagasabb pontja is csupán 285 m. Ez a csekély magasság is elegendő azonban ahhoz, hogy a hátság a hatalmas alföld egyik fontos vízválasztó gerince legyen. Ettől délre, délnyugatra tartanak a Középső-Ob jobb oldali mellékfolyói, és innen indulnak útjukra észak felé a Kara-tenger öbleibe torkolló Taz, Pur, Nadim, illetve nyugat felé az Ob mellékfolyója, a Kazim is.
Nyugaton, az Ob széles völgyén túl a Szibériai-hátság Ljulimvori-hátság néven folytatódik, legmagasabb pontja 301 m.